# 材木岩
材木岩（日语：／）或斯托布恰特角（俄语：Мыс Столбчатый）是国后岛的海角，由罗臼山的熔岸形成，高约40米到50米，面对国后水道。它在库里尔保护区的缓冲区。